# Kabul (provins)

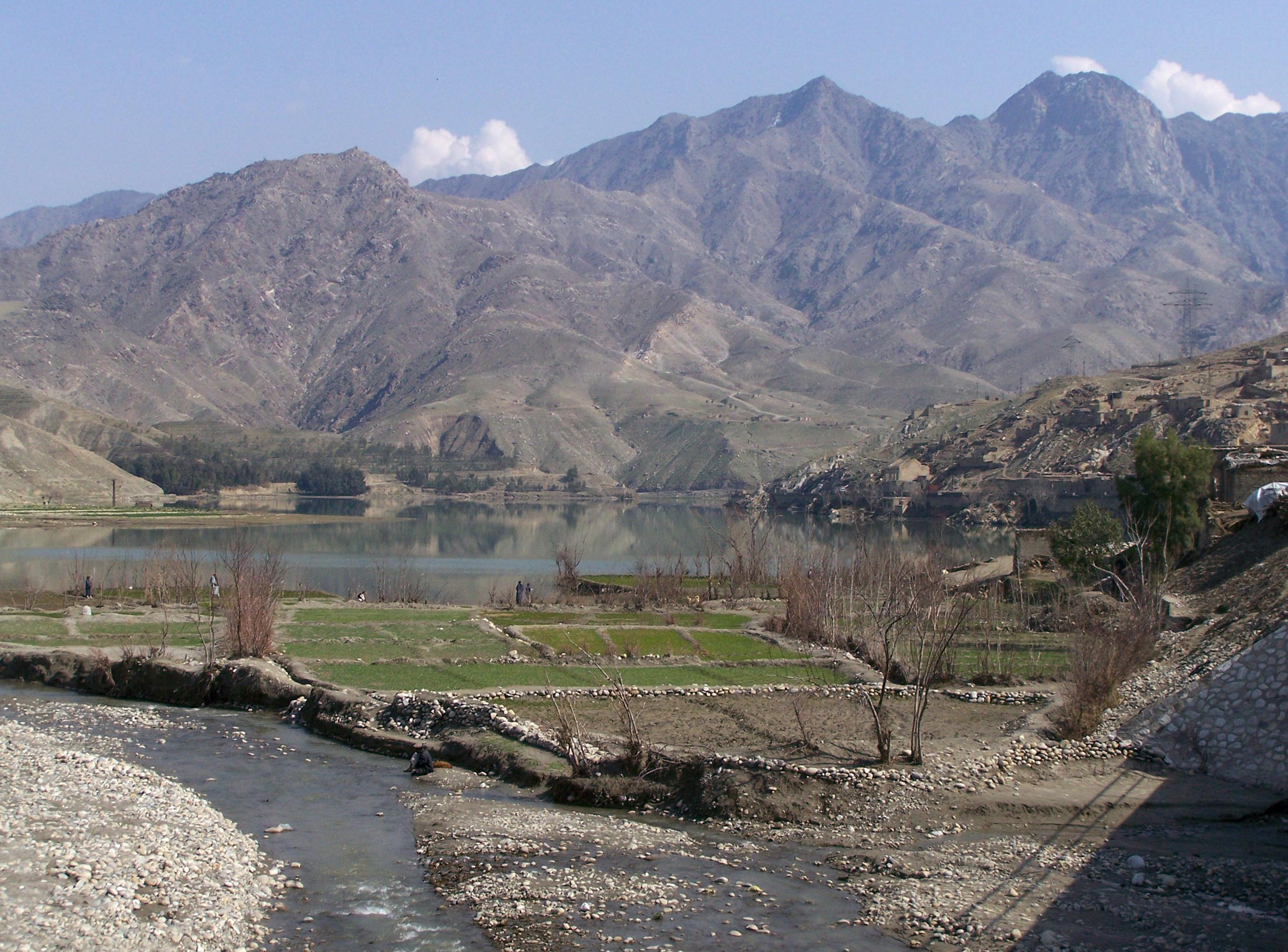
Sorobi

Kabul (persiska: کابل, pashto: کابل), är en av Afghanistans 34 provinser (wilayat) och den provins där huvudstaden Kabul ligger. Provinsen har omkring 2,27 miljoner invånare.

## Administrativ indelning
Provinsen är indelad i 15 distrikt.
- Bagrami
- Chahar Asyab
- Deh Sabz
- Estalef
- Farza
- Guldara
- Kabul
- Kalakan
- Khak-e Jabar
- Mir Bacha Kot
- Musahi
- Paghman
- Qara Bagh
- Shakar Dara
- Surobi